# Sportvagns-VM 1987
Sportvagns-VM 1987 vanns av Raul Boesel och Jaguar XJR.

## Delsegrare
| Bana         | Vinnare                                    | Märke   |
| ------------ | ------------------------------------------ | ------- |
| Jarama       | Jan Lammers John Watson                    | Jaguar  |
| Jerez        | Raul Boesel Eddie Cheever                  | Jaguar  |
| Monza        | Jan Lammers John Watson                    | Jaguar  |
| Silverstone  | Raul Boesel Eddie Cheever                  | Jaguar  |
| Le Mans      | Hans-Joachim Stuck Derek Bell Al Holbert   | Porsche |
| Norisring    | Mauro Baldi Jonathan Palmer                | Porsche |
| Brands Hatch | Raul Boesel John Nielsen                   | Jaguar  |
| Nürburgring  | Raul Boesel Eddie Cheever                  | Jaguar  |
| Spa          | Raul Boesel Martin Brundle Johnny Dumfries | Jaguar  |
| Fuji         | Jan Lammers John Watson                    | Jaguar  |

## Förar-VM
| Plats | Förare                        | Märke   | Poäng |
| ----- | ----------------------------- | ------- | ----- |
| 1     | Raul Boesel                   | Jaguar  | 127   |
| 2     | Jan Lammers John Watson       | Jaguar  | 102   |
| 3     | Eddie Cheever                 | Jaguar  | 100   |
| 4     | Hans-Joachim Stuck Derek Bell | Porsche | 99    |
| 5     | Oscar Larrauri                | Porsche | 69    |
| 6     | Mauro Baldi                   | Porsche | 58    |